# Bartosz Kaniecki
Bartosz Kaniecki (Łódź, 11 luglio 1988) è un ex calciatore polacco, di ruolo portiere.

## Carriera

### Club
Nel mercato invernale del 2010 parte in prestito al Concordia Piotrków Trybunalski. Ritorna al Widzew l'anno dopo.